# Geje Eustaquio
Geje Eustaquio (Baguio, 6 aprile 1989) è un artista marziale misto filippino.
Combatte nella divisione dei pesi mosca per l'organizzazione singaporeana ONE Championship, nella quale è stato campione di categoria dal 2018 al 2019. In passato ha militato anche nella promozioni PXC e URCC.

## Biografia
Nato a Baguio, nella provincia di Benguet, scopre la passione per la kickboxing all'età di 14 anni. Più tardi si interessa anche alle arti marziali cinesi, decidendo poi di focalizzarsi solamente su questa disciplina. Inizia quindi ad allenarsi presso il Team Lakay Wushu, nota squadra del luogo.
Studia presso l'Università delle Cordilleras, dove ottiene una laurea in scienze dell'educazione e una laurea magistrale in scienze motorie, prima di divenire insegnante. La forte passione per gli sport da combattimento lo spinge tuttavia ad abbandonare la propria carriera e ad entrare, su consiglio dei membri del Team Lakay, nel mondo delle arti marziali miste.

## Caratteristiche tecniche
Con ottimi background nelle discipline del suntukan e del sanda, Eustaquio è un lottatore completo e abile in tutte le fasi del combattimento. Si trova più a suo agio negli scambi in piedi, dove fa del kickboxing uno dei suoi punti di forza. Carente, durante la prima parte di carriera, nel grappling e nella lotta libera, nel corso degli anni ha apportato miglioramenti sostanziali al proprio bagaglio tecnico.
Non è noto come finalizzatore, con gran parte delle sue vittorie arrivate per decisione dei giudici di gara.

## Carriera nelle arti marziali miste
Eustaquio compie il suo debutto da professionista il 19 febbraio 2011, sconfiggendo il connazionale Rex Wa-O per sottomissione. Distintosi nei mesi seguenti come uno dei principali prospetti del panorama filippino, l'anno seguente viene messo sotto contratto dalla promozione singaporiana ONE Championship.
Il suo esordio per la ONE avviene contro il brasiliano Alex Silva, di cui ha la meglio per decisione unanime dopo tre round. Si segnala quindi alla divisione dei mosca con ulteriori successi, che gli offrono la possibilità di sfidare Adriano Moraes nel 2014 con in palio il titolo inaugurale di categoria.
Pur uscito sconfitto dal suo primo assalto alla cintura, il filippino riesce a mantenersi in corsa per un altro match titolato ottenendo importanti vittorie sia nei pesi mosca che nei gallo. Il 26 gennaio 2018, davanti al pubblico di casa, sconfigge ai punti l'ex campione dei gallo Qairat Ahmetov – che quattro mesi prima aveva avuto la meglio su di lui per decisione non unanime – conquistando la cintura di categoria ad interim. Cinque mesi dopo a Macao riunifica i titoli dei gallo prendensosi la rivincita anche sul campione in carica Adriano Moraes, battuto per decisione non unanime dopo cinque riprese combattute. Perde la cintura alla prima difesa, venendo sconfitto ai punti sette mesi dopo nel terzo match contro il brasiliano.

## Risultati nelle arti marziali miste
| Risultato | Record | Avversario       | Metodo                           | Evento                                                        | Data              | Round | Tempo | Città                  | Note                                          |
| --------- | ------ | ---------------- | -------------------------------- | ------------------------------------------------------------- | ----------------- | ----- | ----- | ---------------------- | --------------------------------------------- |
| Vittoria  | 12-7   | Kim Kyu-sung     | Decisione (unanime)              | ONE Championship 96: Enter the Dragon                         | 17 maggio 2019    | 5     | 5:00  | Kallang, Singapore     |                                               |
| Sconfitta | 11-7   | Adriano Moraes   | Decisione (unanime)              | ONE Championship 88: Hero's Ascent                            | 25 gennaio 2019   | 5     | 5:00  | Pasay, Filippine       | Perde il titolo dei pesi mosca ONE            |
| Vittoria  | 11-6   | Adriano Moraes   | Decisione (non unanime)          | ONE Championship 74: Pinnacle of Power                        | 23 giugno 2018    | 5     | 5:00  | Macao, Macao           | Vince e unifica il titolo dei pesi mosca ONE  |
| Vittoria  | 10-6   | Qairat Ahmetov   | Decisione (unanime)              | ONE Championship 67: Global Superheroes                       | 26 gennaio 2018   | 5     | 5:00  | Pasay, Filippine       | Vince il titolo dei pesi mosca ONE ad interim |
| Sconfitta | 9-6    | Qairat Ahmetov   | Decisione (non unanime)          | ONE Championship 61: Total Victory                            | 16 settembre 2017 | 3     | 5:00  | Giacarta, Indonesia    |                                               |
| Vittoria  | 9-5    | Anatpong Bunrad  | Decisione (non unanime)          | ONE Championship 55: Dynasty of Heroes                        | 26 maggio 2017    | 3     | 5:00  | Kallang, Singapore     |                                               |
| Sconfitta | 8-5    | Toni Tauru       | Sottomissione (rear-naked choke) | ONE Championship 50: Age of Domination                        | 2 dicembre 2016   | 1     | 3:55  | Pasay, Filippine       |                                               |
| Vittoria  | 8-4    | Gianni Subba     | Decisione (unanime)              | ONE Championship 41 - Global Rivals                           | 15 aprile 2016    | 3     | 5:00  | Pasay, Filippine       |                                               |
| Vittoria  | 7-4    | Saiful Merican   | KO (pugno e soccer kick)         | ONE Championship 38 - Clash of Heroes                         | 29 gennaio 2016   | 1     | 1:21  | Kuala Lumpur, Malaysia |                                               |
| Sconfitta | 6-4    | Anatpong Bunrad  | Decisione (non unanime)          | ONE Championship 26 - Valor of Champions                      | 24 aprile 2015    | 3     | 5:00  | Pasay, Filippine       |                                               |
| Sconfitta | 6-3    | Adriano Moraes   | Sottomissione (ghigliottina)     | ONE FC 20 - Rise of the Kingdom                               | 12 settembre 2014 | 2     | 3:54  | Phnom Penh, Cambogia   | Per il titolo dei pesi mosca ONE              |
| Vittoria  | 6-2    | Kentaro Watanabe | Decisione (unanime)              | ONE FC 17 - Era of Champions                                  | 14 giugno 2014    | 3     | 5:00  | Giacarta, Indonesia    |                                               |
| Vittoria  | 5-2    | Eugene Toquero   | Decisione (unanime)              | ONE FC 13 - Moment of Truth                                   | 6 dicembre 2013   | 3     | 5:00  | Pasay, Filippine       |                                               |
| Sconfitta | 4-2    | Andrew Leone     | Decisione (unanime)              | ONE FC 9 - Rise to Power                                      | 31 maggio 2013    | 3     | 5:00  | Pasay, Filippine       |                                               |
| Vittoria  | 4-1    | Rabin Catalan    | Sottomissione (triangolo)        | Team Lakay Wushu Xanda - MMA Eliminations 6: Total Domination | 15 dicembre 2012  | 1     | 2:41  | La Trinidad, Filippine |                                               |
| Vittoria  | 3-1    | Alex Silva       | Decisione (unanime)              | ONE FC 2 - Battle of Heroes                                   | 11 febbraio 2012  | 3     | 5:00  | Giacarta, Indonesia    |                                               |
| Sconfitta | 2-1    | David Cho        | Decisione (non unanime)          | PXC - Pacific Xtreme Combat 28                                | 26 novembre 2011  | 3     | 5:00  | Pasig, Filippine       |                                               |
| Vittoria  | 2-0    | Rogelio Plomeda  | KO tecnico (calci)               | PXC - Pacific Xtreme Combat 26                                | 20 agosto 2011    | 2     | 3:52  | Manila, Filippine      |                                               |
| Vittoria  | 1-0    | Rex Wa-O         | Sottomissione (resa per pugni)   | URCC Baguio 3 - Invasion                                      | 19 febbraio 2011  | 1     | 0:49  | Baguio, Filippine      |                                               |